# Санкофа
Санкофа (англ. Sankofa) — нефтегазовое месторождение в Гане, которое находится в акватории Гвинейского залива. Открыто в 2009 году. Глубина океана в районе месторождения достигает 850 м.
Нефтегазоносность связана с отложениями мелового возраста. Начальные запасы нефти составляют 50 млн тонн. Суммарная мощность продуктивного разреза — 36 м.
Оператором Оффшор-Кейп-Три-Пойнтс является итальянская нефтяная компания Eni (47,22 %). Другими участники проекта являются Vitol Upstream (37,78 %), и Ghana National Petroleum Corporation (10,0 %).